# Descriminalización
La descriminalización o despenalización es la abolición de las penas criminales en relación con ciertos actos.
La descriminalización refleja el cambio en los puntos de vista sociales y morales. Una sociedad puede evolucionar hacia la opinión pública de que un acto no es dañino social o moralmente y por lo tanto no debe ser criminalizado o no tiene cabida dentro de un sistema de justicia criminal.

## Ejemplos
A continuación se muestran algunos ejemplos de actos que han sido objeto de cambios en su consideración penal en distintas sociedades y países:
- Aborto (véase Despenalización del aborto)
- Eutanasia (véase Despenalización de la eutanasia)
- Homosexualidad (véase Despenalización de la homosexualidad)
- Lactancia materna en lugares públicos
- Posesión de drogas para su uso recreativo, como el alcohol o la marihuana (véanse Prohibición de drogas, Legalización de las drogas, Ley seca y Despenalización de la marihuana)[1][2][3]
- Poligamia
- Nudismo
- Juegos de azar
- Prostitución (véase Despenalización del trabajo sexual)
- Uso de esteroides en el deporte

Aunque la descriminalización hace desaparecer los crímenes, el acto puede seguir conllevando multas, es la diferencia con la legalización, que hace desaparecer cualquier tipo de multa sobre un acto anteriormente ilegal.